# Wattanakorn Sawatlakhorn
Wattanakorn Sawatlakhorn (thailändisch วัฒนากรณ์ สวัสดิ์ละคร; * 23. Mai 1998 in Bangkok) ist ein thailändischer Fußballspieler.

## Karriere
Wattanakorn Sawatlakhorn erlernte das Fußballspielen in der Jugendmannschaft des Erstligisten Muangthong United in Pak Kret, einem nördlichen Vorort der Hauptstadt Bangkok. Hier unterschrieb der Abwehrspieler im Dezember 2017 auch seinen ersten Profivertrag. Die Saison 2018 wurde er an den Bangkok FC ausgeliehen. Der Club aus Bangkok spielte in der dritten Liga, der Thai League 3, in der Lower-Region. Nach einem Jahr kehrte er wieder zu Muangthong zurück. Nach 58 Erstligaspielen für SCG wechselte er nach der Hinrunde 2022/23 zum ebenfalls in der ersten Liga spielenden BG Pathum United FC. Am 20. Mai 2023 stand BG das Endspiel des Thai League Cup. Das Finale wurde gegen Buriram United mit 2:0 verloren. Nach 26 Ligaspielen wurde sein Vertrag im Sommer 2024 nicht verlängert. Im Juli 2024 nahm ihn der Erstligist Uthai Thani FC aus Uthai Thani unter Vertrag. Nach einer Spielzeit, in der er fünf Ligaspiele für den Verein bestritt, wurde sein Vertrag im Sommer 2025 nicht verlängert.

## Erfolge
BG Pathum United FC
- Thailändischer Ligapokalfinalist: 2022/23